# 徐悲鸿美术奖
徐悲鸿美术奖，中国书画最高级别的奖项，以徐悲鸿先生的名字命名。该奖项的参评者为中国专业画家，评选作品为中国书画和油画。该奖注重绘画的学术性、创新性和时代感。陈玉先、蔡超、纪连彬等画家曾获得该奖。

## 获奖者
2003：
国画家：纪连彬、陈玉先、姚思敏、蔡超、蔡群、裴文奎；
油画家：张力、解危；
书法家：王昱、李有来